# Untermühle Güsten

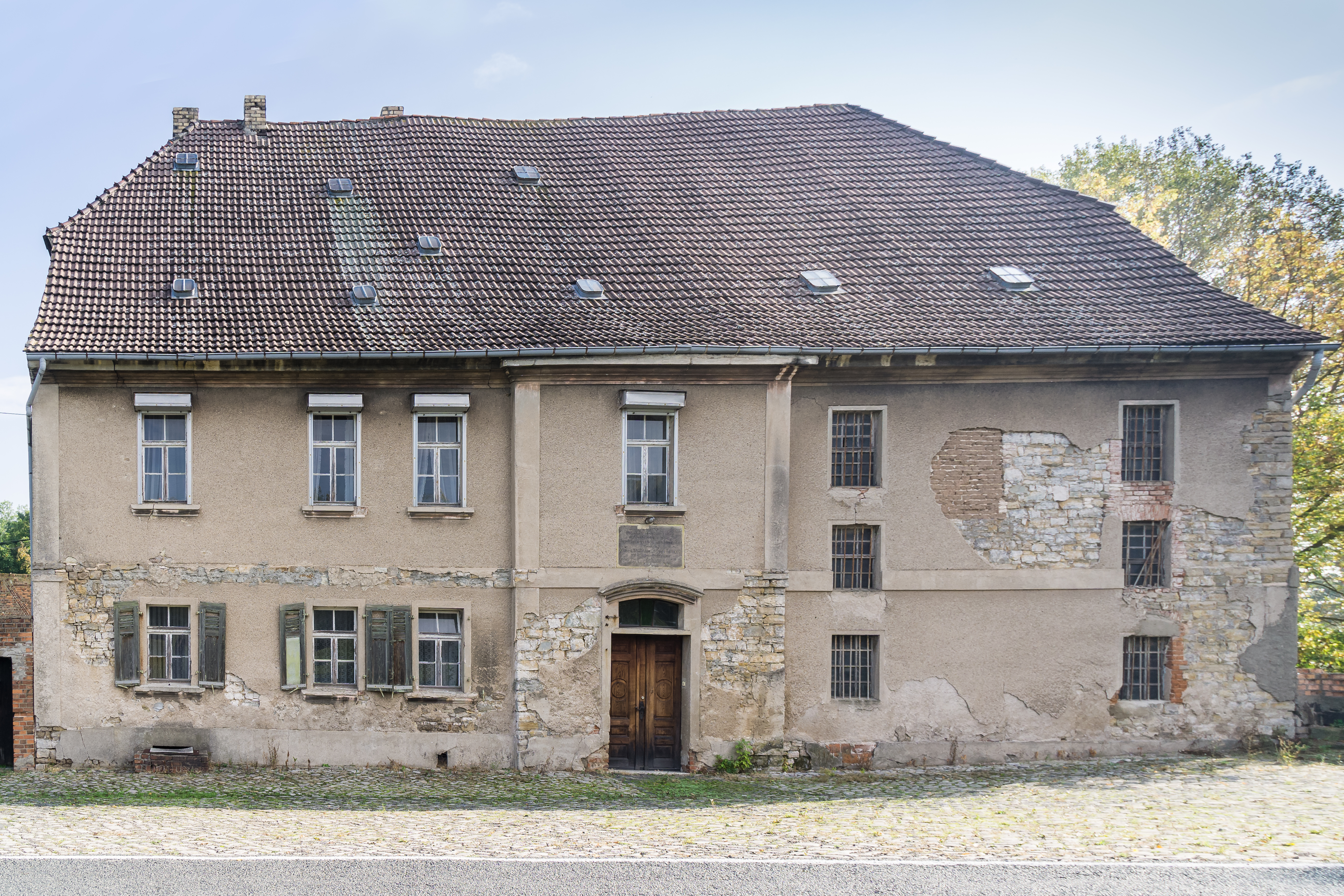
Die Güstener Untermühle.

Die Untermühle, auch Ruschemühle, ist eine historische Wassermühle in der Kleinstadt Güsten im Salzlandkreis in Sachsen-Anhalt. Das denkmalgeschützte Bauensemble befindet sich etwa einen Kilometer südlich des Stadtkerns an der Wipper, einem etwa 85 Kilometer langen linken Nebenfluss der Saale.

## Technische Daten
Der Verein „Wassermühle Klein Quenstedt“ gibt folgende technische Daten für die Güstener Untermühle an:
- 4 Doppelstühle (Wetzig)
- 2 2-tlg. Freischwinger Plansichter
- 125er Schrotgang
- 2 liegende Mischer
- Fahrstuhl
- Reinigung mit Aspirateur
- Trieur
- 2 Schälmaschinen
- Grießputzmaschine
- Elevatoren

## Namensdeutung

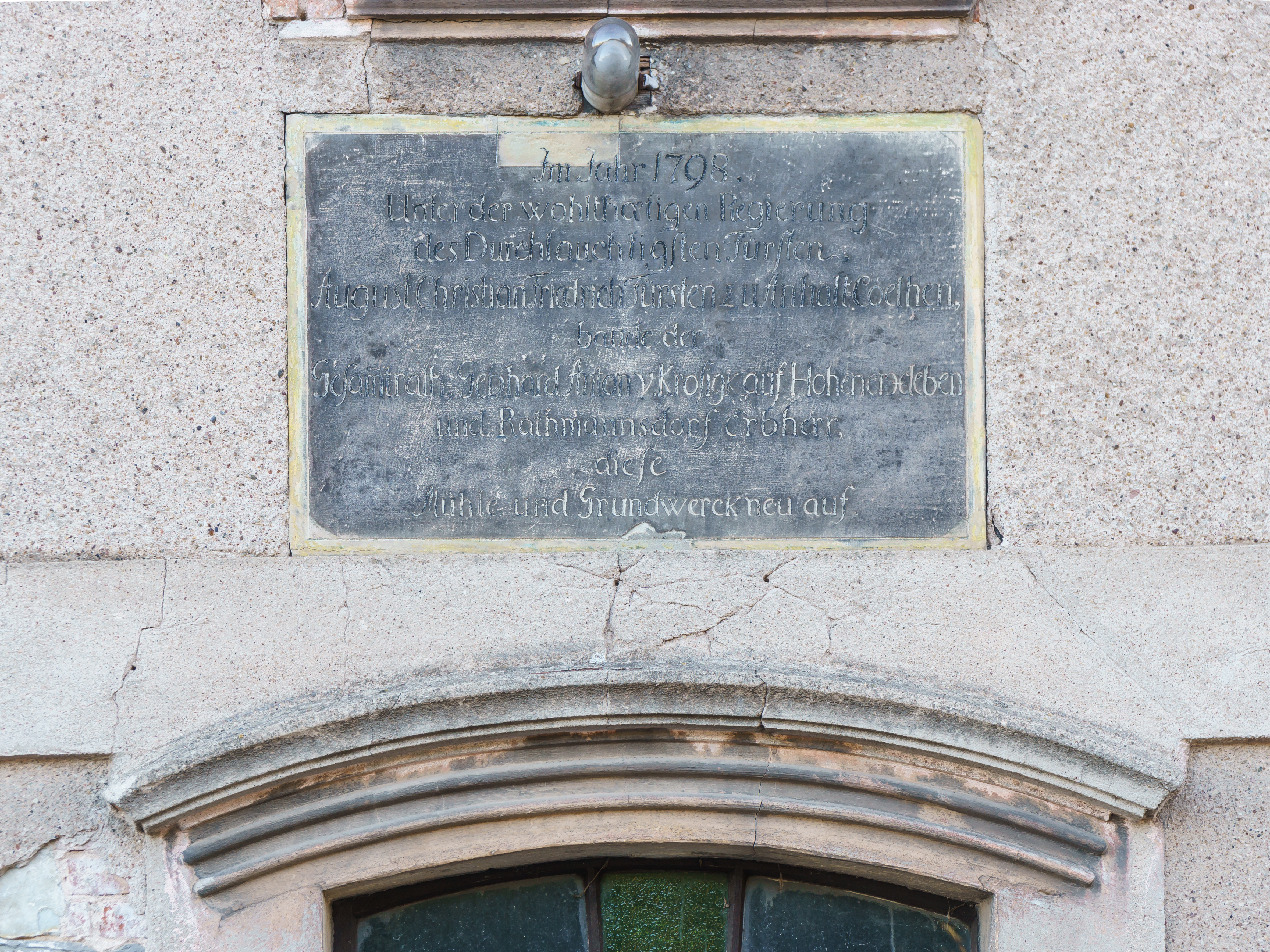
Inschrift über dem Eingangsportal.

Laut einem zum 50. Geschäftsjubiläum der Firma Otto Rusche verfassten Beitrag des früheren Güstener Ortschronisten Carl Reichert (1892–1967) gibt es drei mögliche Deutungen, wie die Untermühle zu ihrem Namen kam:
- „dass die Dämme öfters ausgerissen und man also wegen oftmaligen, unvorhergesehenen Abganges des Wassers sich im Mahlen nicht auf sie verlassen konnte; also man den Dämmen nicht trauen konnte.“
- „dass in der Mühle ein Müller gewohnt habe, der sehr untreu mit dem Getreide, so ihm zum Mahlen gebracht worden, umgegangen sei.“
- „dass ein ungetreuer Knecht in der Mühle seinen Herrn erschlagen habe.“[3]

Seit der im Jahre 1887 erfolgenden Übernahme der Mühle durch die Familie Rusche wird diese auch als Ruschemühle bezeichnet.

## Geschichte

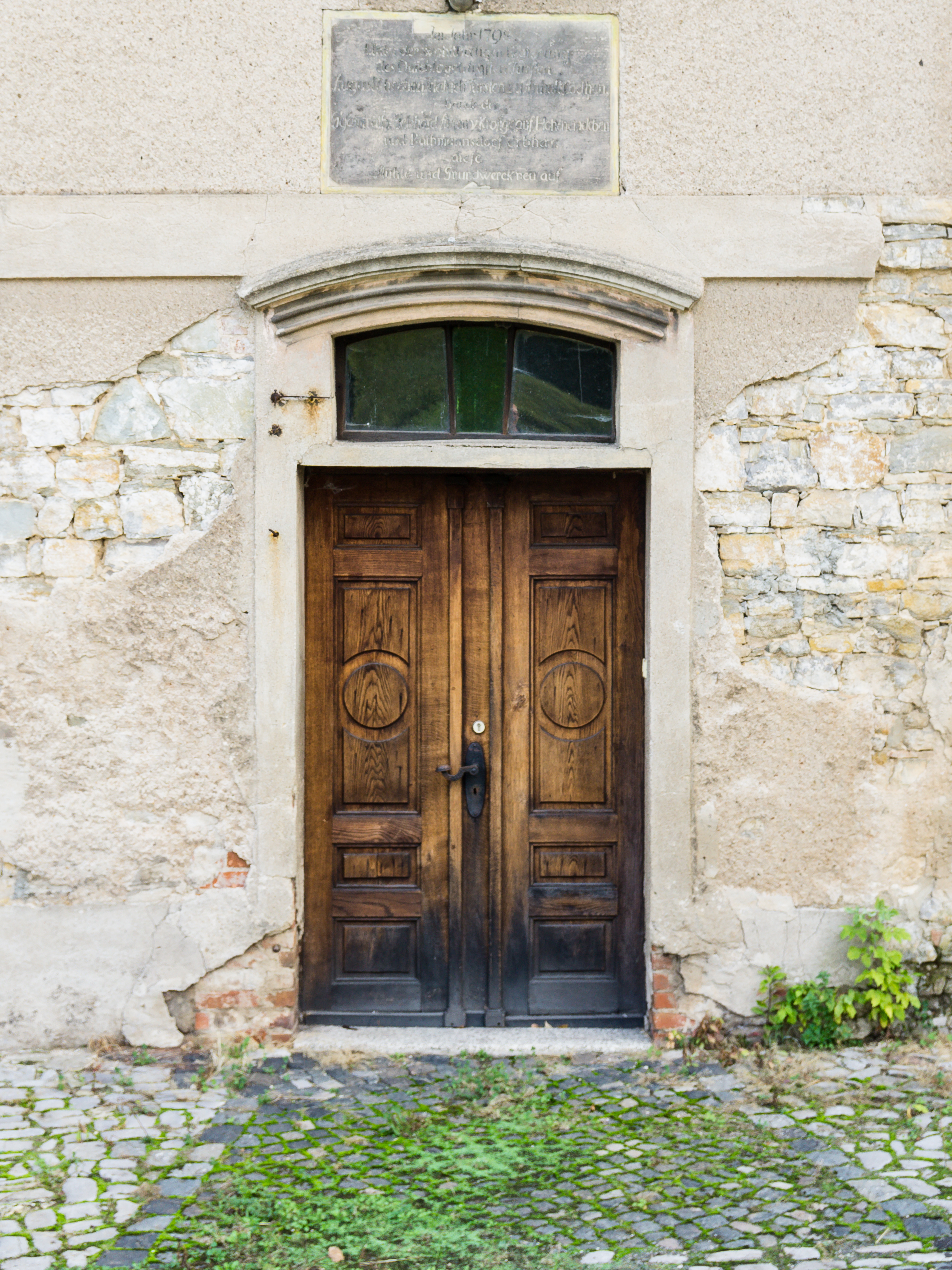
Das historische Eingangsportal der Mühle.

### Erste urkundliche Erwähnung
Erste urkundliche Belege zur Güstener Untermühle finden sich für das Jahr 1462 in Lehensbriefen der Adelsfamilie von Kranke als „Untreue Moell zwischen Amesdorf und Güsten“. Adam Kranke bestimmte seinerzeit diese Mühle nebst anderem Besitz zur Leibzucht seiner Gemahlin Margarete.

### Der historische Mühlenbetrieb
Im 16. Jahrhundert wurde die Untermühle mit zwei Gängen betrieben. Mit dem im 17. Jahrhundert erfolgenden Erwerb der Untermühle durch das Amt Warmsdorf wurde die Mühle Eigentum des Landesherrn. Nach dem Dreißigjährigen Krieg (1618–1648) taucht in den Chroniken schließlich erstmals ein namentlich bekannter Müller auf. Im Jahre 1684 pachtete Peter Holtzwich die Untermühle und hatte eine Jahrespacht von 100 Talern zu entrichten. Wohl aufgrund des im Amt Warmsdorf zu jener Zeit fehlenden Mahlzwangs geriet der Müller allerdings wenig später in Not. Die örtlichen Bauern ließen ihr Getreide an anderen Orten mahlen, sodass er dem Amt im Jahre 1692 110 Taler Pacht schuldete, welche ihm zu einem Teil erlassen wurden.
Im 18. Jahrhundert wurde die Güstener Untermühle privatisiert und so wurde sie vom Amt Warmsdorf an die Adelsfamilie von Krosigk verkauft. Der Gutsbesitzer und Landrat Gebhard Anton von Krosigk (1754–1840), welcher die Rittergüter Hohenerxleben und Rathmannsdorf besaß, ließ die Mühle im Jahre 1789 von Grund auf neu errichten. Erbaut wurde die Mühle durch den Mauermeister Christian Busse und den Zimmermeister Schröter. Und am 26. Mai 1789 erfolgte unter Anwesenheit örtlicher Persönlichkeiten die Einweihung des Bauwerks. Eine über dem Eingangsportal angebrachte Tafel erinnert bis heute an dieses Ereignis.
Einen Mahlzwang, der den Besitzern wesentlich erleichterte Einnahmen beschert hätte, gab es nur einmal im Zeitraum zwischen dem 12. November 1811 und dem 6. März 1812. Von daher hatten die Warmsdorfer Untertanen meist die Möglichkeit ihr Getreide auch in auswärtigen Mühlen mahlen zu lassen. Im Jahre 1833 fordert der Güstener Müller Wilhelm Schrader, Besitzer der Untermühle, deshalb von den Behörden dagegen vorzugehen.
Der aus Aschersleben stammende Müllermeister Annecke († 1893) erwarb die Untermühle im Jahre 1837. Er betrieb die Mühle fünfzig Jahre und verzog schließlich nach Halle. Im Jahre 1887 folgte ihm der Müllermeister Böttcher, der sie im Jahre 1894 aber an den Müllermeister Ernst Schrader und dieser wiederum am 4. Mai 1897 an den Müllermeister Otto Rusche († 1913) verkaufte. Nach dessen Tod folgten ihm sein Sohn der Müllermeister Kurt Rusche und seine Ehefrau Else, geb. Schmohl, als Besitzer der Mühle.

### Jüngere Geschichte
Das historische Gebäudeensemble steht heute unter Denkmalschutz und befindet sich baulich in einem sanierungswürdigen Zustand. Eine Flussbettbegradigung der Wipper in den 1960er Jahren und der Abriss der historischen Wehranlagen nahmen der Wassermühle zum Teil das Wasser weg. Seit der Wende wurde sie nur noch gelegentlich für private Schrotkunden genutzt. Der letzte Müller bewohnte die Gebäude bis zum Jahre 2016. 2018 übernahmen Ron Brommundt und Sylke Sacher die Güstener Untermühle von einer Erbengemeinschaft. Beide betreiben hier seither einen Mühlenhof mit selbsterzeugten Produkten aus der Imkerei, dem Garten, der Ölmühle und der Brennerei. Außerdem haben umfangreiche Sanierungsarbeiten begonnen.